# Richard Špaček
Richard Špaček (23. listopadu 1864, Laškov u Náměště na Hané – 23. září 1925, Olomouc) byl římskokatolický kněz, teolog a profesor na teologické fakultě v Olomouci.

## Stručný životopis
Po studiích na gymnáziu v Olomouci a teologické fakultě v Olomouci byl roku 1887 vysvěcen na kněze. Působil nejprve jako kaplan v Potštátě u Hranic a u sv. Michala v Olomouci, pak jako středoškolský katecheta. V roce 1893 byl promován na doktora teologie a od roku 1903 byl profesorem dogmatiky v Olomouci. Třikrát byl děkanem fakulty.

## Dílo
- Seznam děl v Souborném katalogu ČR, jejichž autorem nebo tématem je Richard Špaček
- Špaček Richard, Katolická věrouka, I.–II., Praha, Dědictví sv. Prokopa 1926–1930.